# Lucie Beassemda
Pour les articles homonymes, voir Beassemda.
Ne doit pas être confondu avec Lydie Beassemda.
Lucie Beassemda est une femme politique tchadienne.

## Biographie

### Origine
Lucie Beassemda est la fille de Djébaret Julien Beassemda, président-fondateur du PDI et candidat à l'élection présidentielle tchadienne de 2016. Elle est la sœur de Lydie Beassemda.

### Carrière politique
Lucie Beassemda est nommée gouverneure de la province du Guéra le 12 mars 2013,.
Elle devient ensuite gouverneure de la région du Mandoul de juin 2018 à juillet 2020, avant d'intégrer le gouvernement Idriss Déby le 14 juillet 2020 en tant que Secrétaire générale adjointe du gouvernement. Elle occupe cette fonction jusqu'à la mise en place du Conseil militaire de transition en avril 2021.